# Yucca endlichiana
Yucca endlichiana (Trivialname in anderen Sprachen: „Pitilla Yucca“) ist eine Pflanzenart der Gattung der Palmlilien (Yucca) in der Familie der Spargelgewächse (Asparagaceae).

## Beschreibung
Die sukkulente, stammlose Yucca endlichiana formt Gruppen mit 40 bis 80 cm Durchmesser. Die dünnen, dicken, nach oben gerichteten blauen bis grünen, konisch geformten Laubblätter sind bis 0,5 Meter lang, 1,5 cm breit und bilden an den Blatträndern feine Fasern.
Der in den Blättern verbleibende Blütenstand ist einmalig. Die auf den Boden fallenden, hängenden, weißen, cremefarbenen Blüten sind 2 cm lang und breit. Sie ist in jeder Hinsicht einmalig in der Gattung. Die Blütezeit ist im Mai.
Mit Yucca queretaroensis aus der Sierra Charuco, Howard Scott Gentry’s Yucca madrensis aus „Baranca del Cobre“ in Mexico, der seit Mitte des letzten Jahrhunderts unbekannten und von Fritz Hochstätter in den 1990er Jahren im inneren Grand Canyon in Arizona wiederentdeckten Yucca whipplei subsp. newberryi, selten in Sammlungen. Yucca endlichiana ist ein Vertreter der Sektion Yucca, Serie Endlichiana.
Sie ist bei trockenem Stand frosthart bis minus 10 °C. Jedoch überstehen Exemplare in Albuquerque, New Mexico, Fröste unter minus 15 °C, D. Ferguson (pers. Mitteilung). Im botanischen Garten in Huntington, California sind Exemplare zu bewundern. Diese Art ist in Europa schwierig zu kultivieren, jedoch werden in Belgien von J. v. Roosbroek, in Deutschland von M. Bechtold, Pflanzen schon viele Jahre mit Erfolg kultiviert.

## Verbreitung
Yucca endlichiana ist in Mexiko endemisch in der Chihuahua-Wüste in Ebenen auf Kalksteinboden in Höhenlagen zwischen 1000 und 1200 Meter verbreitet. Vergesellschaftet ist diese Art oft mit Yucca treculiana, Yucca torreyi, Agave lechuguilla, Echinocactus horizonthalonius, Ariocarpus kotschoubeyanus, Lophophora williamsii, verschiedenen Echinocereus spec., Opuntia spec. und anderen Kakteenarten.

## Systematik
Der Name ehrt Rudolf Endlich. Die Erstbeschreibung durch William Trelease ist 1907 veröffentlicht worden.

## Bilder
Yucca endlichiana:

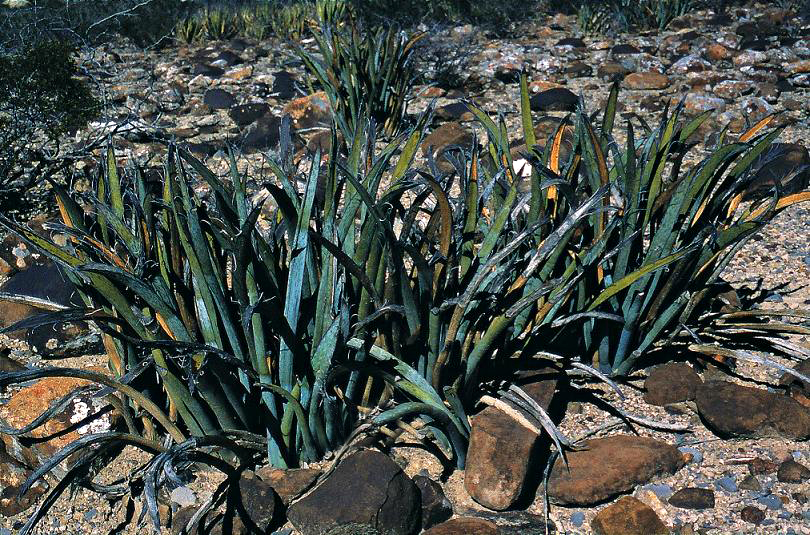
Gruppe in Mexiko
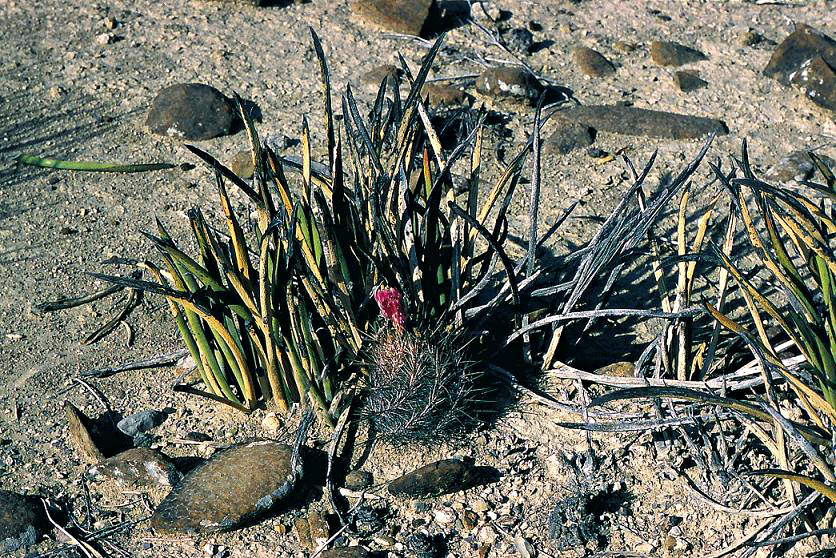
Yucca endlichiana vergesellschaftet mit Echinocactus horizonthalonius in Mexiko